# Prevalle
Prevalle (Guiù in dialetto bresciano) è un comune italiano di 6 957 abitanti della provincia di Brescia in Lombardia.

## Geografia fisica
Il comune di Prevalle si trova a est di Brescia, tra il Monte Budellone e il Chiese, e si sviluppa nella piana tra Nuvolento e Gavardo. Il centro abitato sorge in terreno esclusivamente pianeggiante, ma i confini comunali raggiungono la sommità del Monte Budellone e comprendono il Monumento naturale regionale del Buco del Frate, grotta censita con il numero 1 nel Catasto Speleologico Lombardo. Questa, come altre cavità che cadono in territorio prevallese, è stata sede di importanti ritrovamenti artificiali e faunistici tra cui spiccano i resti di Ursus spelaeus.
Stando allo Statuto comunale non esistono frazioni, tuttavia gli abitanti riconoscono le seguenti località: Aquatica, Baderniga, Bassina, Borgolungo, Celle, Masserina, Mosina e Notica.

## Storia
Il comune di Prevalle nasce con Regio decreto nel 1928 dall'unione delle comunità di Goglione Sopra e Goglione Sotto, istituite nel 1792. 

### Simboli
stesso, a tre stelle di sei raggi poste in fascia del primo. Ornamenti esteriori da Comune.»
Lo stemma, privo di concessione ufficiale, è liberamente adottato ed utilizzato dal Comune dal 1956. 
Le tre stelle vorrebbero rappresentare tre grandi ideali che uniscono la comunità di Prevalle: la tradizione, la civiltà presente e il progresso verso il futuro. Le bande azzurre rappresentano l'acque, del Naviglio e delle innumerevoli rogge che da secoli rendono fertile il territorio, mentre l'argento richiama il colore dei metalli e ricorda le fucine della locale lavorazione metallurgica.
Il gonfalone è un drappo partito di bianco e di azzurro.

## Monumenti e luoghi d'interesse

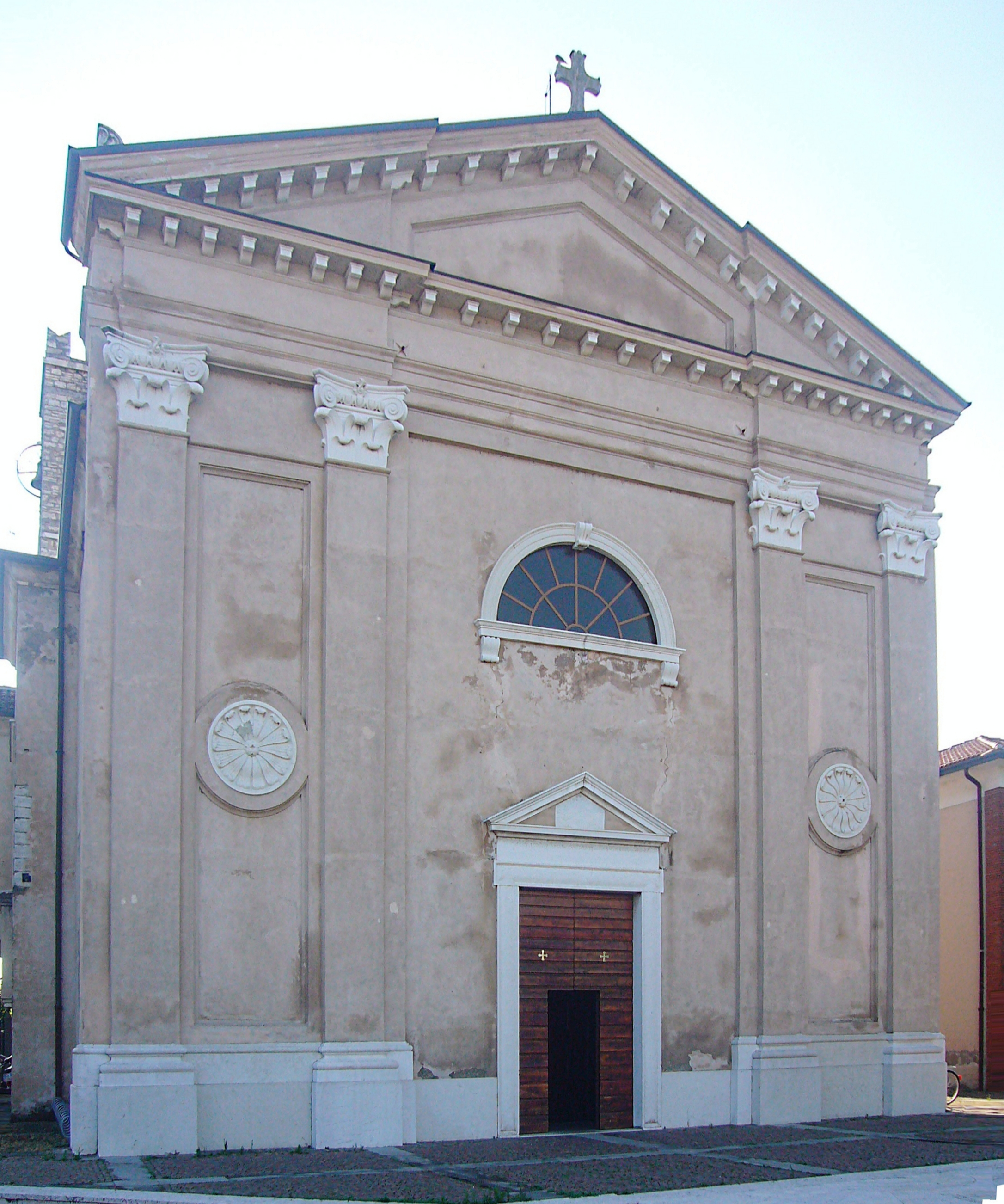
La chiesa di San Michele Arcangelo

Edifici di interesse sono le due chiese Parrocchiali: di San Zenone a Prevalle Sotto (riedificata agli inizi del XIX secolo) e di San Michele Arcangelo a Prevalle Sopra (esistente già nell'XI secolo) con numerose opere d'arte di pregio.
Di particolare rinomanza è Palazzo Morani-Cantoni, costruito verso la metà del XVIII secolo dalla nobile famiglia Morani appena fuori dall'abitato del paese in una cornice di verde di grande attrattiva. Dopo essere stato ristrutturato negli anni '80, oggi è adibito a sede del Comune ed è circondato da leggende e tradizioni locali.
A Prevalle si trova inoltre il Santuario del Carrozzone, dedicato alla Madonna quale ringraziamento per aver scongiurato un'epidemia nel 1830.

## Società

### Evoluzione demografica
Abitanti censiti

### Etnie e minoranze straniere
Secondo i dati ISTAT al 31 dicembre 2010 la popolazione straniera residente era di 1 535 persone. Le nazionalità maggiormente rappresentate in base alla loro percentuale sul totale della popolazione residente erano:
- Albania 282 4,03%
- Marocco 202 2,89%
- Romania 184 2,63%
- Pakistan 174 2,49%
- Ghana 133 1,90%
- Senegal 109 1,56%
- Burkina Faso 80 1,14%
- Costa d'Avorio 77 1,10%

## Infrastrutture e trasporti
Prevalle è attraversata dalla strada statale 45 bis Gardesana Occidentale a cui è collegata grazie a un ingresso apposito. Nel territorio comunale è presente anche il vecchio tracciato, dagli anni Novanta convertito a strada provinciale 116 Virle Treponti-Villanuova. Dal 1881 fino al 1931, quest'ultima strada fu percorsa dalla tranvia Brescia-Salò-Gargnano ed era presente una fermata facoltativa a servizio del comune.
Dal 1897 fino al 1968 fu presente anche la ferrovia Rezzato-Vobarno: la frazione di Goglione Sopra era servita dalla stazione omonima, poi ribattezzata Prevalle.                 
Il paese è inoltre servito dalla linea di autobus S-202/3 del servizio extraurbano della provincia di Brescia gestita da Arriva
Si stanno inoltre eseguendo i progetti per la realizzazione di una metrotranvia che colleghi il comune di Villanuova sul Clisi a quello di Brescia, passante per Prevalle

## Amministrazione
Di seguito l'elenco dei sindaci eletti direttamente dai cittadini (dal 1995):
| Periodo        | Periodo        | Primo cittadino      | Partito                         | Carica  | Note |
| -------------- | -------------- | -------------------- | ------------------------------- | ------- | ---- |
| 24 aprile 1995 | 14 giugno 2004 | Paolo Catterina      | lista civica di centro-sinistra | Sindaco |      |
| 14 giugno 2004 | 8 giugno 2009  | Luca Massardi        | lista civica di centro-sinistra | Sindaco |      |
| 8 giugno 2009  | 27 maggio 2019 | Amilcare Ziglioli    | Lega Nord                       | Sindaco |      |
| 27 maggio 2019 | in carica      | Damiano Giustacchini | Lega Nord                       | Sindaco |      |